# Alūksne
Alūksne är en stad i nordöstra Lettland med 9 435 invånare på en yta på 14,2 km². Den ligger vid Alūksnesjön i Alūksne kommun nära gränsen mot Estland och Ryssland. Innan kommunreformen 2009 låg den i distriktet Alūksne.
Den har historiskt haft namnen Aluliina (på estniska) och Marienburg.
Alūksne är vänort med Sundbyberg.

## Historia
Området befolkades först av finsk-ugriska folk, och sedan, mellan 700- och 1100-talet, av lettgaller. Året för grundläggandet av en permanent bosättning på orten, då känd som Olysta, Alyst eller Volyst, uppges i Pskovs krönika till 1284. Lettgallerna besegrades av den tyska Svärdsriddarorden år 1342. De senare byggde borgen Marienburg på en ö i sjön; denna övervakade handelsrutten mellan Riga och Pskov. Staden som uppstod nära borgen blev även den känd som Marienburg. Marienburg erövrades av Ivan IV av Ryssland år 1560 under det livländska kriget. Den inlemmades i Polen-Litauen år 1582, men blev en del av Sverige år 1629. 
Ernst Glück, en protestantisk präst, var den förste som översatte Bibeln till lettiska. Han upprättade också den första lettiska språkskolan i Livland år 1683, vilken nu är ett museum i Alūksne. Den ryska hären under Boris Sjeremetijev erövrade staden under stora nordiska kriget år 1702. Stor skada gjordes på staden och invånarna deporterades, inklusive Glück och hans fosterdotter Marta Skavronska, som senare blev Katarina I av Ryssland.

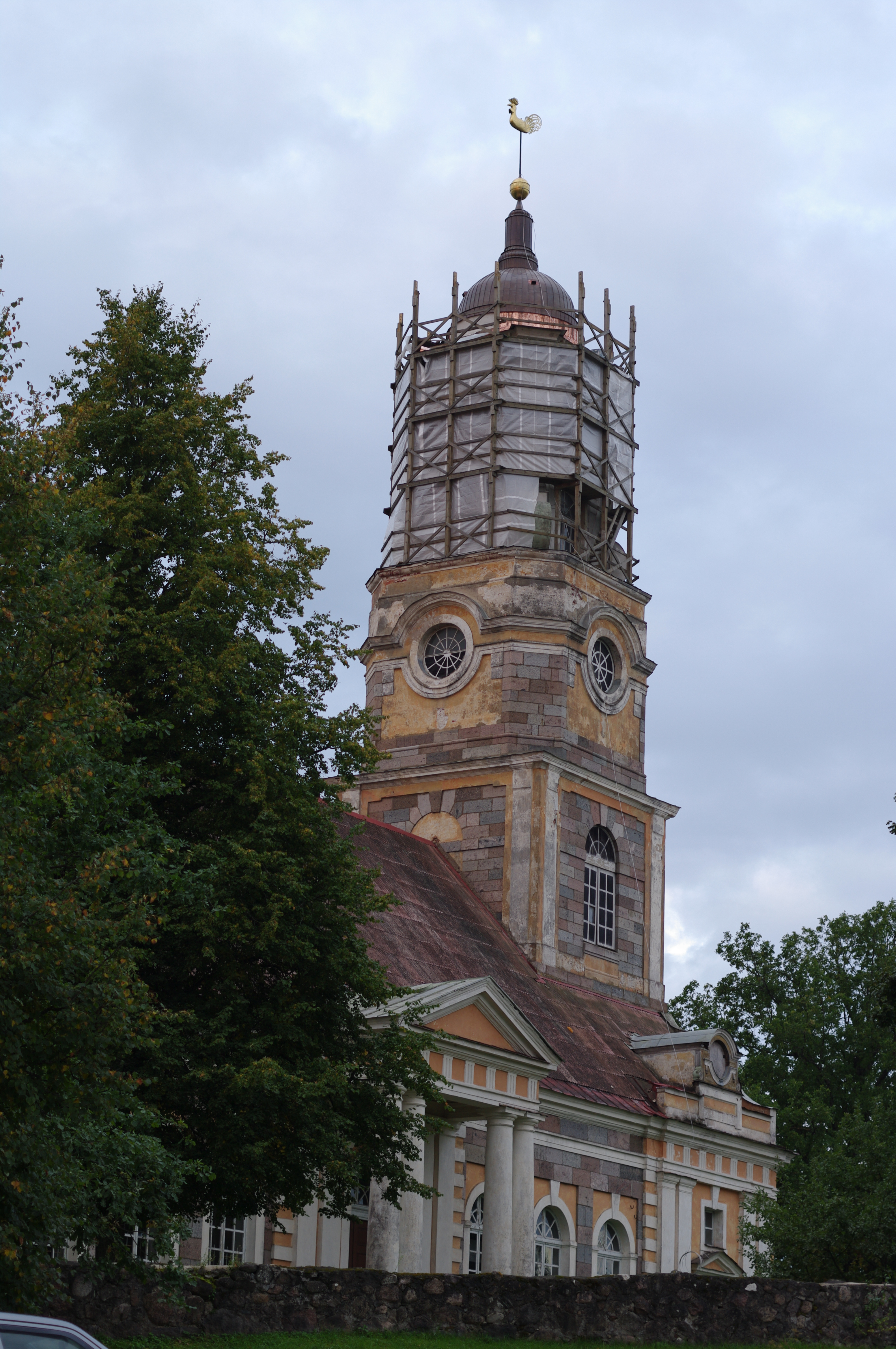
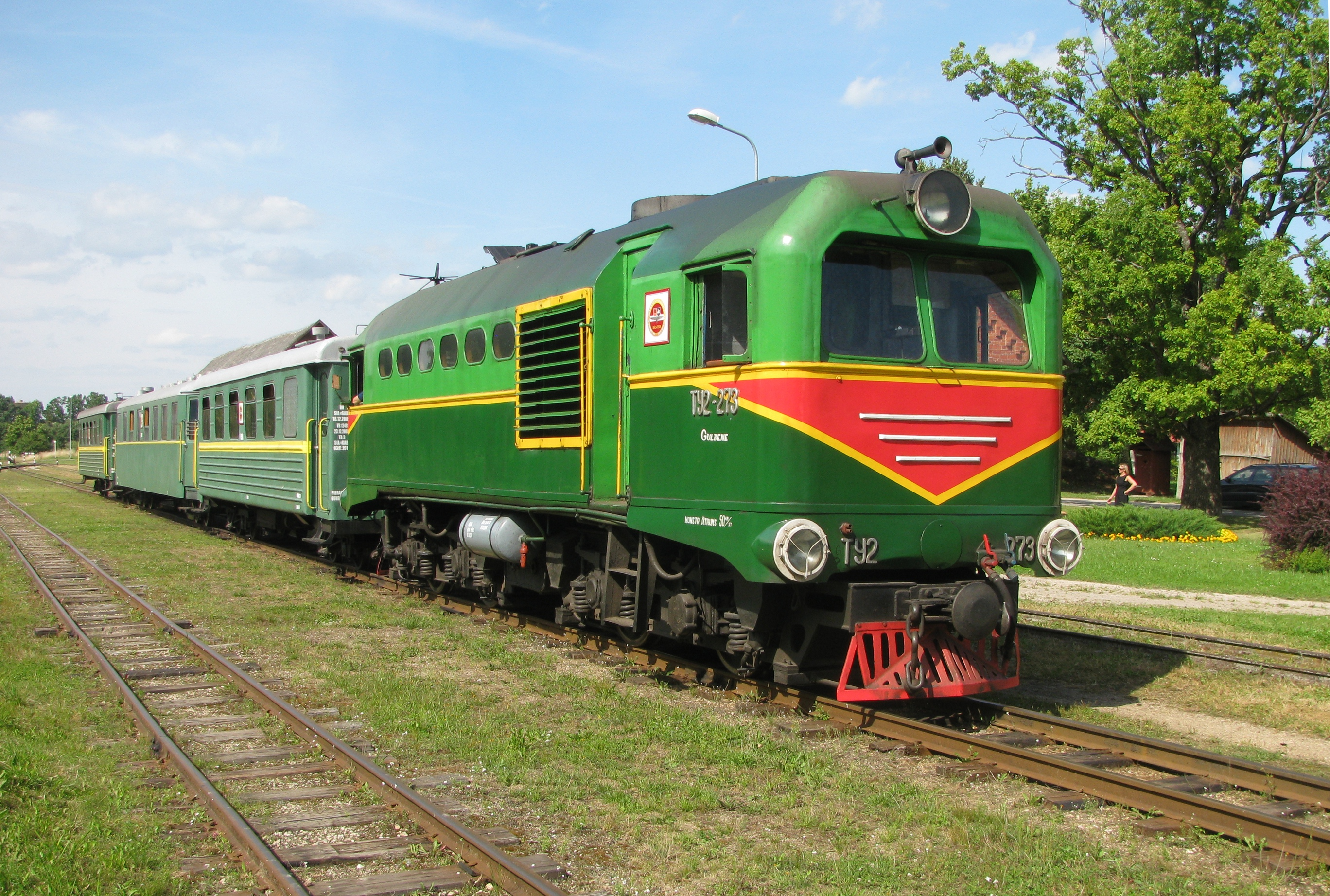
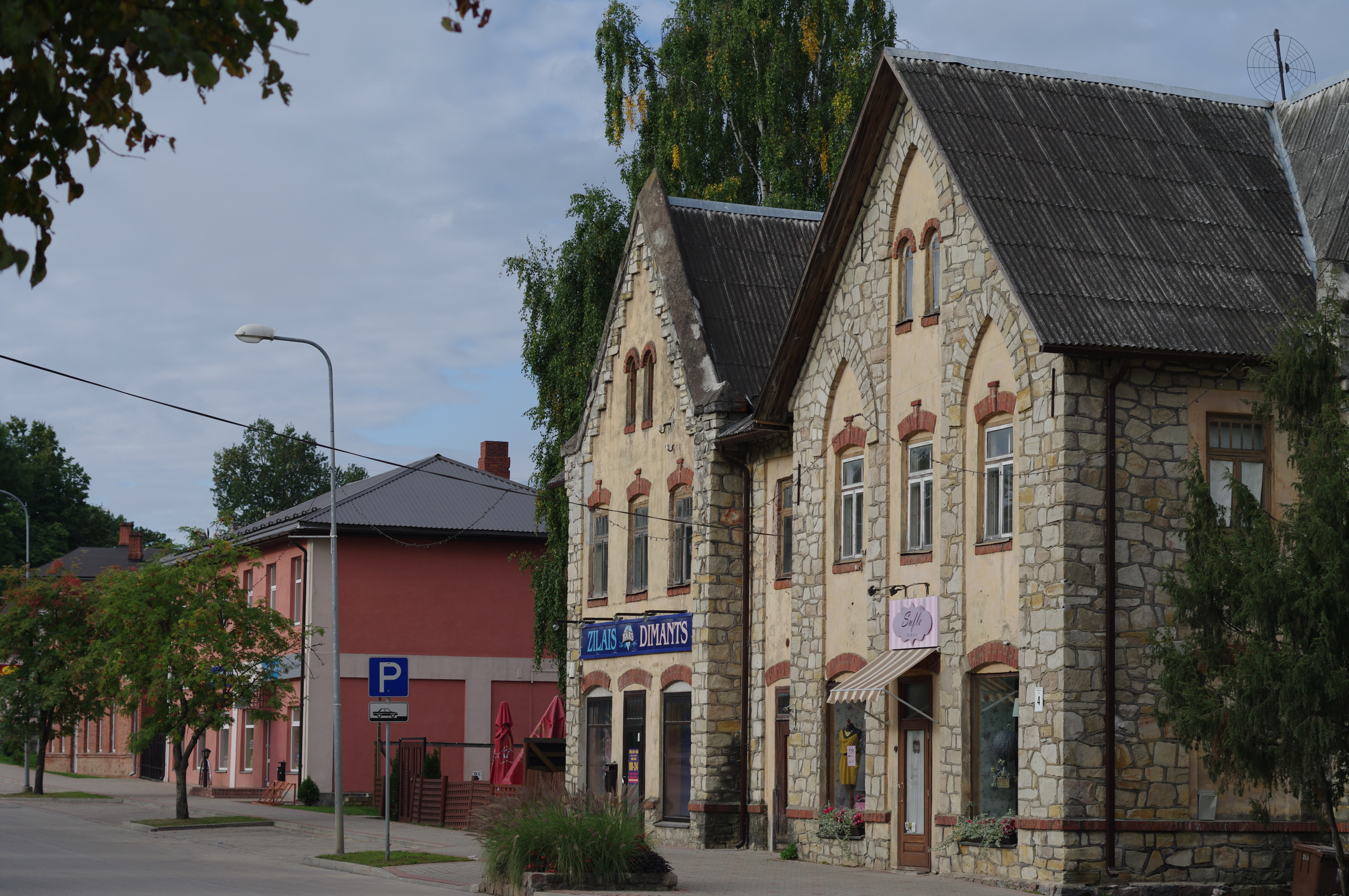
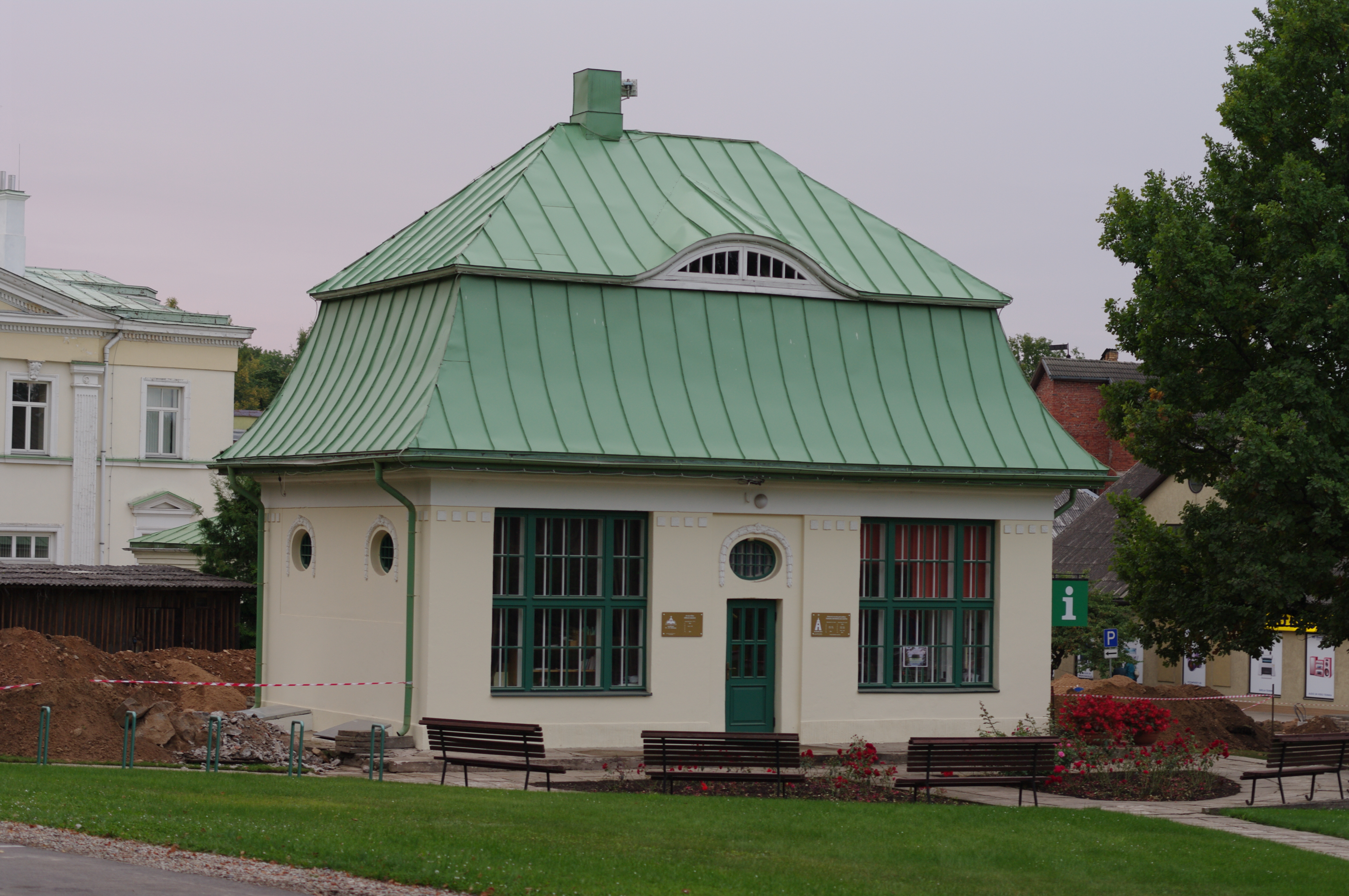
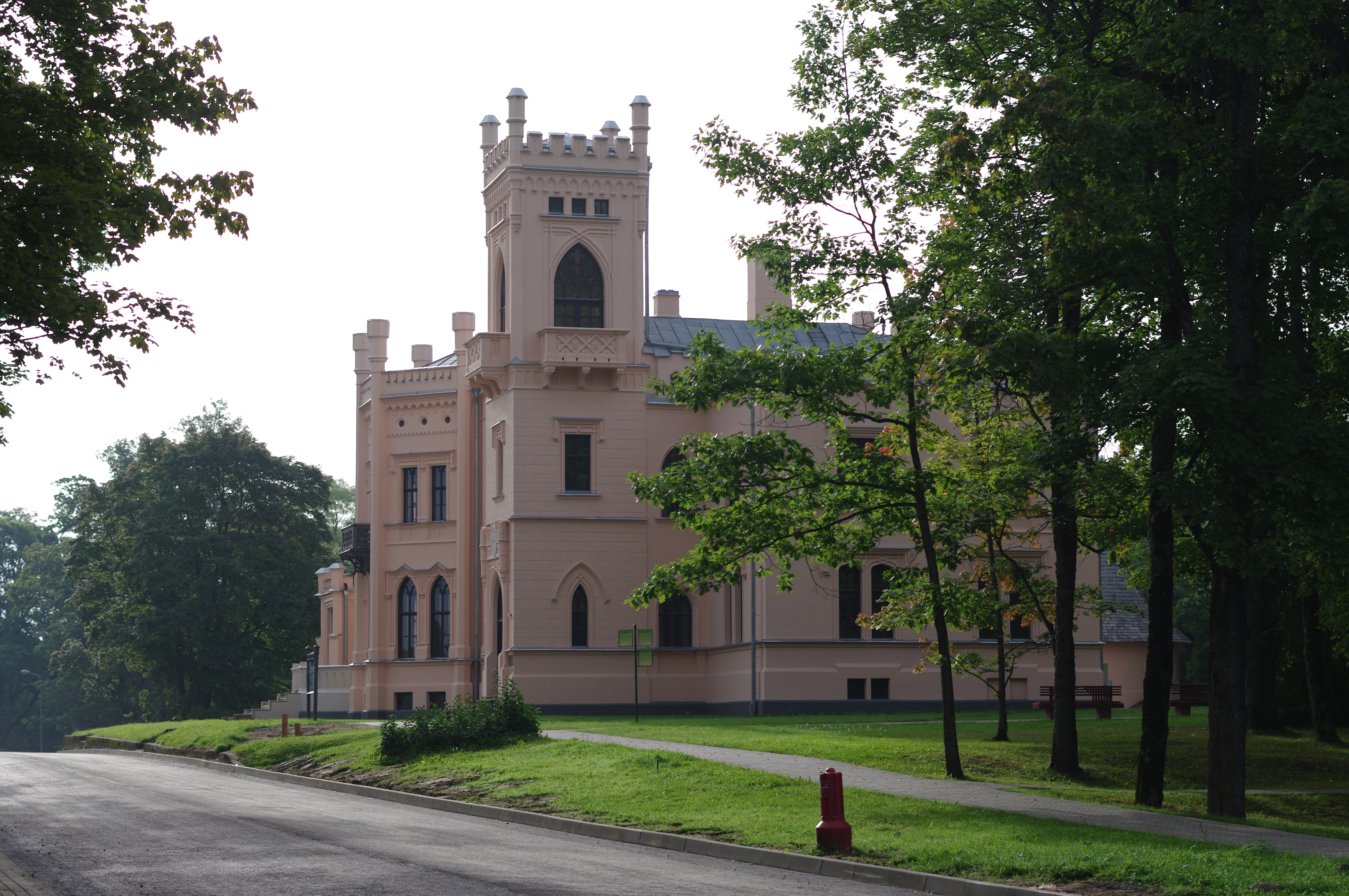
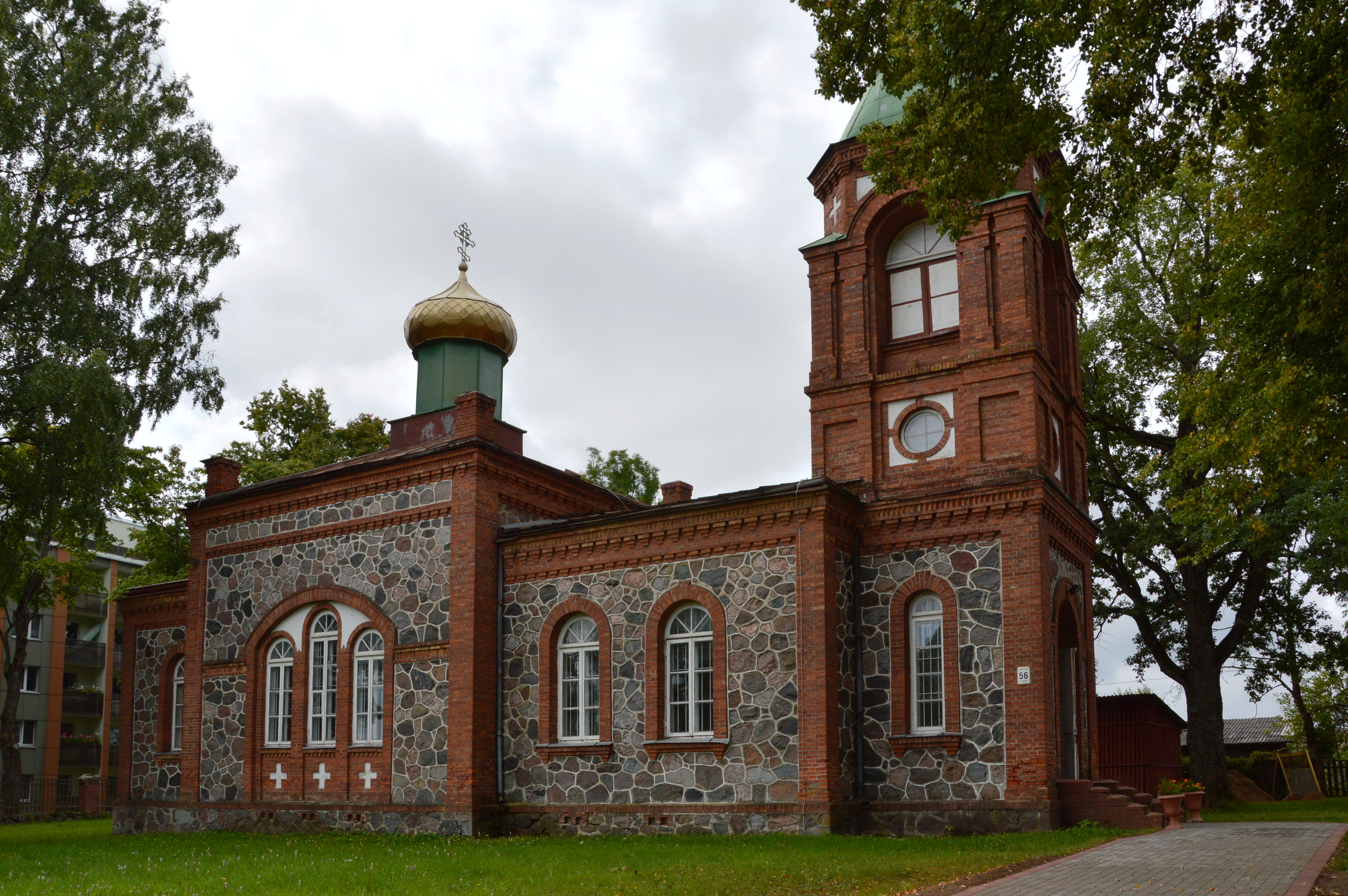
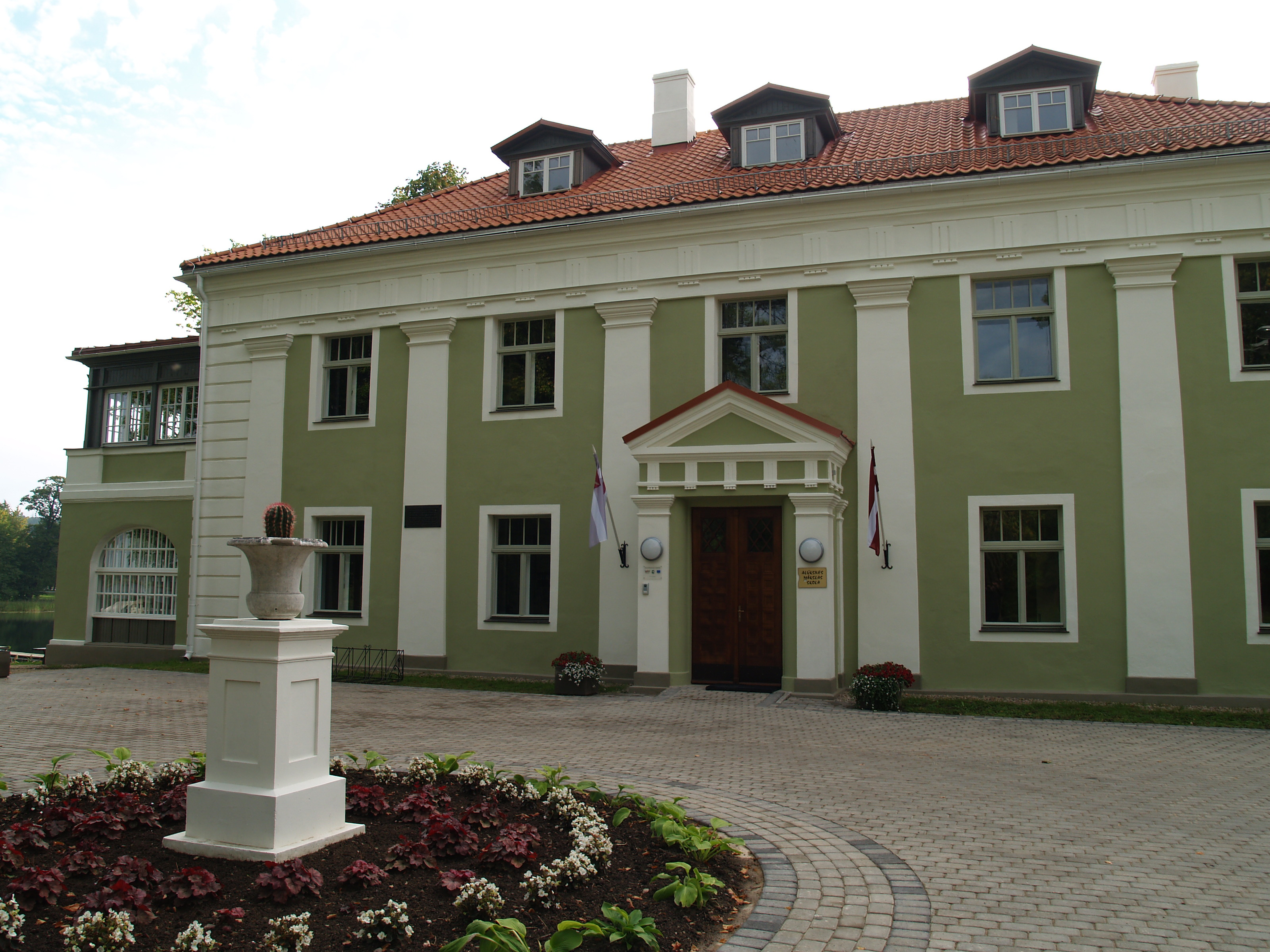
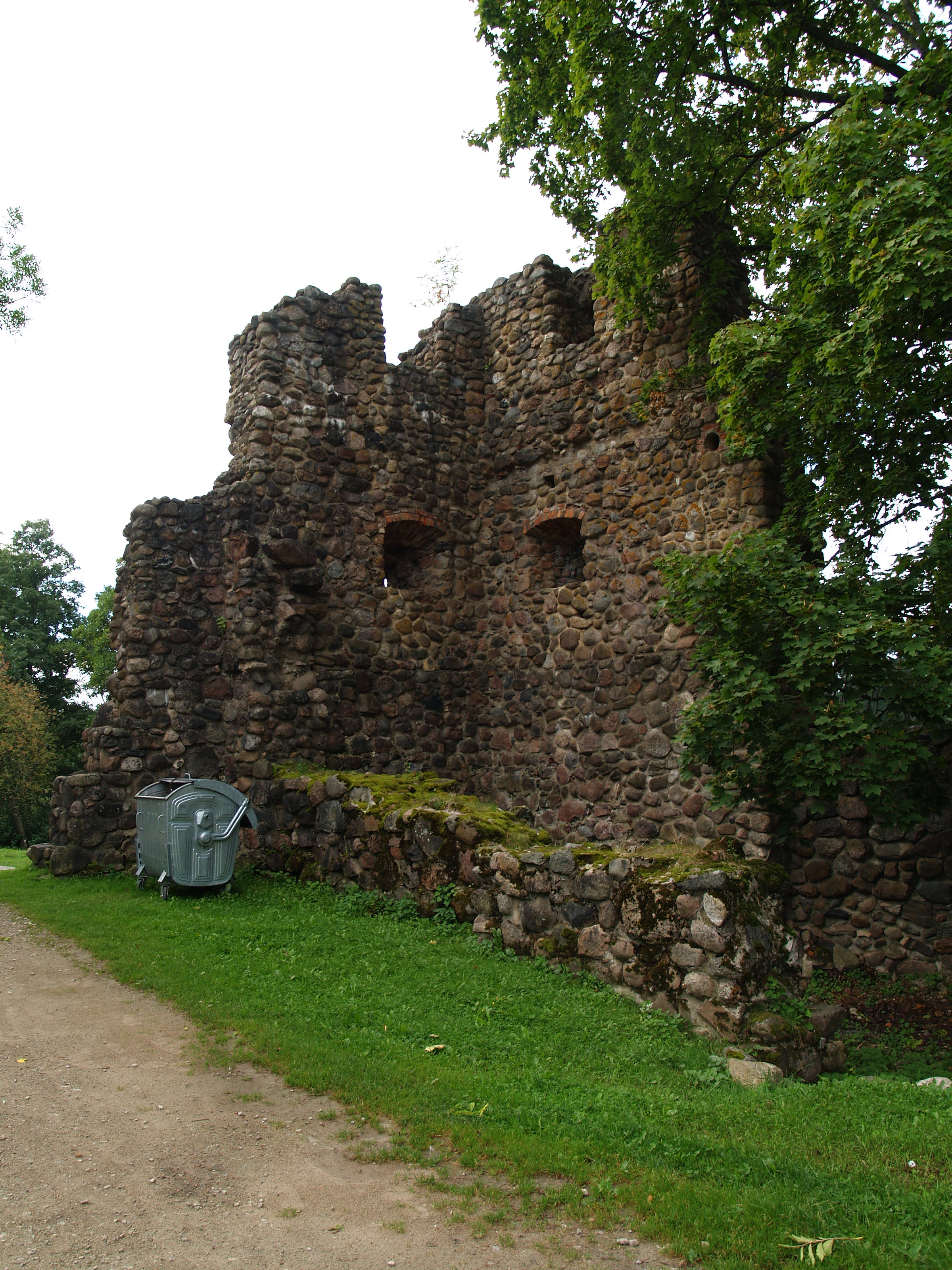

Alūksne fick stadsrättigheter 1920.

## Stadsbild
På en ö i sjön framför stadens centrum finns ruinen som var en borg av Tyska orden. Sydöst om ön skapades under 1800-talet stadsparken (eller slottsparken) av adelssläktet Vietinghoff-Scheel. Parken är av engelsk stil och ingående byggnader uppfördes med den grekiska antiken som förebild. I parken finns en gravvård för adelssläktets medlemmar. En paviljong uppkallades efter den ryska tsaren Alexander I efter hans besök. Mittemot parken uppfördes det nya slottet som är platsen för stadsmuseet. För den evangeliska kyrkan och för olika andra byggnader i staden var arkitekten Christoph Haberland ansvarig. I kyrkan var Johann Ernst Glück aktiv som översatte bibeln till lettiska.